# Luis Manuel Navajas Ramos
Luis Manuel Navajas Ramos (Granada, 1948) és un fiscal espanyol, tinent fiscal del Tribunal Suprem des de l'any 2014 i fiscal general en funcions del mateix tribunal arran de la mort sobtada de José Manuel Maza el novembre de 2017.
És el segon cop que ocupa aquest càrrec en funcions, quan Eduardo Torres-Dulce va renunciar al càrrec el 19 de desembre de 2014 i fins que Consuelo Madrigal no va prendre'n possessió el 13 de gener de 2015.
Va ser fiscal en cap de l'audiència de San Sebastià de l'any 1987 i fins al 2003. Es va fer famós pel seu informe que porta el seu nom i que investigava unes trames corruptes al quarter d'Intxarrurrondo de la Guàrdia Civil i l'entorn del general Enrique Rodríguez Galindo. La causa va ser arxivada i va rebre moltes crítiques de l'entorn de la lluita contra ETA.
Al 2003 va ser nomenat fiscal de Sala Penal del Tribunal Suprem i va ser nomenat tinent fiscal del mateix tribunal el 31 d'octubre de 2014.
Com a tinent de fiscal al Tribunal suprem, va demanar el sobreseïment de la causa contra el jutge Baltasar Garzón per haver-se declarat competent per investigar els actes del franquisme.